# Esquirol volador japonès nan
L'esquirol volador japonès nan (Pteromys momonga) és una espècie de rosegador de la família dels esciúrids. És endèmic del Japó, on viu a les illes de Honshū, Shikoku i Kyūshū. El seu hàbitat natural són els boscos, des de les zones de montà fins a les subalpines. És una espècie en risc mínim, és a dir, no sembla que hi hagi cap amenaça significativa per a la seva supervivència.